# PlayStation 5
PlayStation 5 igraća je konzola devete generacije koja je izašla 12. studenoga 2020. u Sjevernoj Americi, Japanu, Australiji, Novome Zelandu i Južnoj Koreji. U ostatku svijeta izašla je tjedan dana kasnije, 19. studenoga. U Indoneziji je izašao 22. siječnja 2021., a u Indiji 2. veljače 2021. Proizvodi ga tvrtka Sony.

## O konzoli
PlayStation 5 prvi je put izašao 12. studenoga 2020. Njegova cijena i datum izlaska potvrđeni su 16. rujna 2020. Toga dana najavili su da će predbilježba biti dostupna sljedećega dana, 17. rujna.

### Hardver
PlayStation 5 ima CPU AMD Ryzen Zen s 8 jezgri (x86-64). Njegova RAM memorija sadrži 16 GB. Pohrana PlayStationa 5 sadrži 825 GB SSD-a. Neki tvrde da je pohrana premala te da bi ista trebala biti veća, primjerice PlayStation 4 Pro imao je 1 TB pohrane. Audio konzole je "Tempest" 3D AudioTech, a sliku podržava HDMI Out, uz podršku 4K 120Hz TV-a.

## Dimenzije konzole
PlayStation 5 jedna je od najvećih konzola ikada napravljenih. Visoka je 390 mm, široka 104 mm i duboka 260 mm. Kada je riječ o dimenziji konzole, mnogo ljudi daje negativne kritike.
Konzola ima masu od 3,9 kg (PS5 Digital Edition) i 4,5 kg (PS5 Standard Edition).
"Kada su internetski detektivi saznali veličinu PlayStationa 5, bili smo vrlo uzbuđeni, no ni njihove slike nas nisu mogle pripremiti na činjenicu koliko je PlayStation 5 zapravo velik." - The Verge
"To je najglomaznija konzola za smjestiti negdje u modernoj povijesti" - The Washington Post

## Kritičko mišljenje
Spomenuti The Verge je testirao PlayStation 5. Zaključili su da konzola ima dobar, novi upravljač DualSense te da se igrice brzo učitavaju. Nije im se svidjela veličina konzole. Njihova zaključna ocjena bila je 8.5/10.

## Vanjske poveznice
- Službena stranica PlayStationa 5
- PlayStation 5 na Amazonu
- PlayStation 5 na eBayu